# Ivan Monighetti
Ivan Andreevich Monighetti (Riga (Letònia), 3 d'agost, 1948) és un violoncel·lista i professor rus.
Graduat al Conservatori de Moscou, alumne de Mstislav Rostropovich. El 1974 va rebre el segon premi al Concurs Internacional Txaikovski.

## Biografia
Carrera solista

Monighetti va treballar com a solista sota la direcció del Krzysztof Penderecki a la Filharmònica de Berlín i més tard va treballar amb Kurt Masur a lOrquestra Gewandhaus de Leipzig. Més tard, va treballar a lOrquestra Gulbenkian sota la tutela de Muhai Tang i després va treballar amb Mstislav Rostropovich a l'Orquestra Filharmònica de Moscou de la qual va ser l'últim estudiant.
Carrera com director

Va aparèixer per primera vegada com a director l'any 1998 a l'anglès Haydn Festival on va dirigir la Missa Nelson de Haydn i durant 1999 i 2000 va ser invitat nombroses vegades per a un treball de director principal. Durant aquell any també va fundar l'orquestra Camerata Boccherini amb la qual va viatjar per França, els Països Baixos, Polònia, Estònia i Rússia. El 2003 va rebre el premi Frederic i el mateix any va interpretar el Concert per a violoncel al Festival Martha Argerich que es va celebrar al Japó. Durant el mateix any també va participar en el Concerto grosso que igual que el de violoncel va ser compost per Frangiz Ali-Zadeh juntament amb Muhai Tang i Mario Venzago.
Càtedra

Actualment és professor a la Musik-Akademie Basel a Suïssa i és professor convidat tant al Conservatori de Moscou com a l'Escola de Música Reina Sofia de Madrid. Els seus àlbums es van vendre sota segells com Erato Records, Harmonia Mundi, Edel AG i WERGO, entre d'altres. També va actuar amb músics com Anner Bylsma, Nancy Argenta, Simon Standage, Ronald Brautigam, Wieland Kuijken, Alexei Lubimov i molts altres i en festivals americans com Ravinia i Santa Fe Chamber Music Festivals i alemanys com Schleswig-Holstein Musik i Berliner Festspiele.
Entre els seus molt alumnes, s'hi troba el violoncel·lista Kian Soltani.